# توماس بوروجارد
توماس بوروجارد هو لاعب هوكي جليد كندي، ولد في 9 فبراير 1986 في مونتريال في كندا.

## وصلات خارجية
- توماس بوروجارد على موقع دوري الهوكي الوطني (الإنجليزية)
- توماس بوروجارد على موقع EliteProspects.com (الإنجليزية)
- توماس بوروجارد على موقع HockeyDB.com (الإنجليزية)